# 宜專1線
宜專1線，又名太平山公路、千層公路。起點位於宜蘭縣大同鄉土場家源橋，與台7甲線相接；終點於宜蘭縣大同鄉太平山之太平山莊，全長24.496公里。（實際里程25.5公里）為通往太平山國家森林遊樂區之主要聯外道路。之後可續行平元林道（翠峰湖景觀道路，長16.5公里）通往翠峰湖。

## 路線說明
宜蘭縣
- 大同鄉：家源橋0.0k（起點， 台7甲線岔路）→ 土場檢查哨（海拔約360公尺，羅東林鐵舊土場車站）0.8k → 多望大橋0.9k（ 宜51線岔路）→ 土場收費站2.3k → 仁澤（鳩之澤）路口4.2k → 中間（海拔約900公尺，太平山遊客中心）7.0k → 蘭台（苗圃，海拔約1000公尺）10.0k → 白嶺13.5k（巨木，海拔1285公尺） → 見晴（白系，海拔1880公尺）21.0k → 上平（海拔約1930公尺，見晴懷古步道）22.0k → 太平山檢查哨24.2k（海拔約1910公尺，往翠峰湖景觀道路岔路） → 臨時停車場24.3k → 太平山莊24.496k（海拔1900公尺，終點）

## 沿線地標
- 家源橋（0k）
- 羅東林鐵舊土場車站（0.9k，舊收費站）
- 土場收費站（2.2k）
- 鳩之澤溫泉（4.2k岔路往下續行1.2公里）
- 太平山遊客中心（7.0k）
- 白嶺巨木（約13.5k左右一處回頭彎）
- 見晴懷古步道（22k）
- 太平山莊（22.5k）

## 交會道路
- 台7甲線（0k，中橫宜蘭支線）
- 宜51線（0.9k，大同產業道路，可通至樂水、東壘、牛鬥，接 台7丙線）
- 燒水巷（4.2k，仁澤路，往鳩之澤溫泉）
- 平元林道（25K，翠峰湖景觀道路）

## 歷史
1966年時起點至檢查哨間路段編為鄉道宜16線（家源橋－土場線），1976年改編宜53線，2003年改編宜專1線並將路線延長至太平山莊至今。

## 外部鍵結
- 峰迴路轉的太平山公路─宜專1線（公路翱翔之鷹）（页面存档备份，存于）